# Liparetrus pallidus
Liparetrus pallidus är en skalbaggsart som beskrevs av Macleay 1871. Liparetrus pallidus ingår i släktet Liparetrus och familjen Melolonthidae. Inga underarter finns listade i Catalogue of Life.